# Balfron
Balfron est un village situé dans le Stirling, en Écosse.